# Verena Buratti

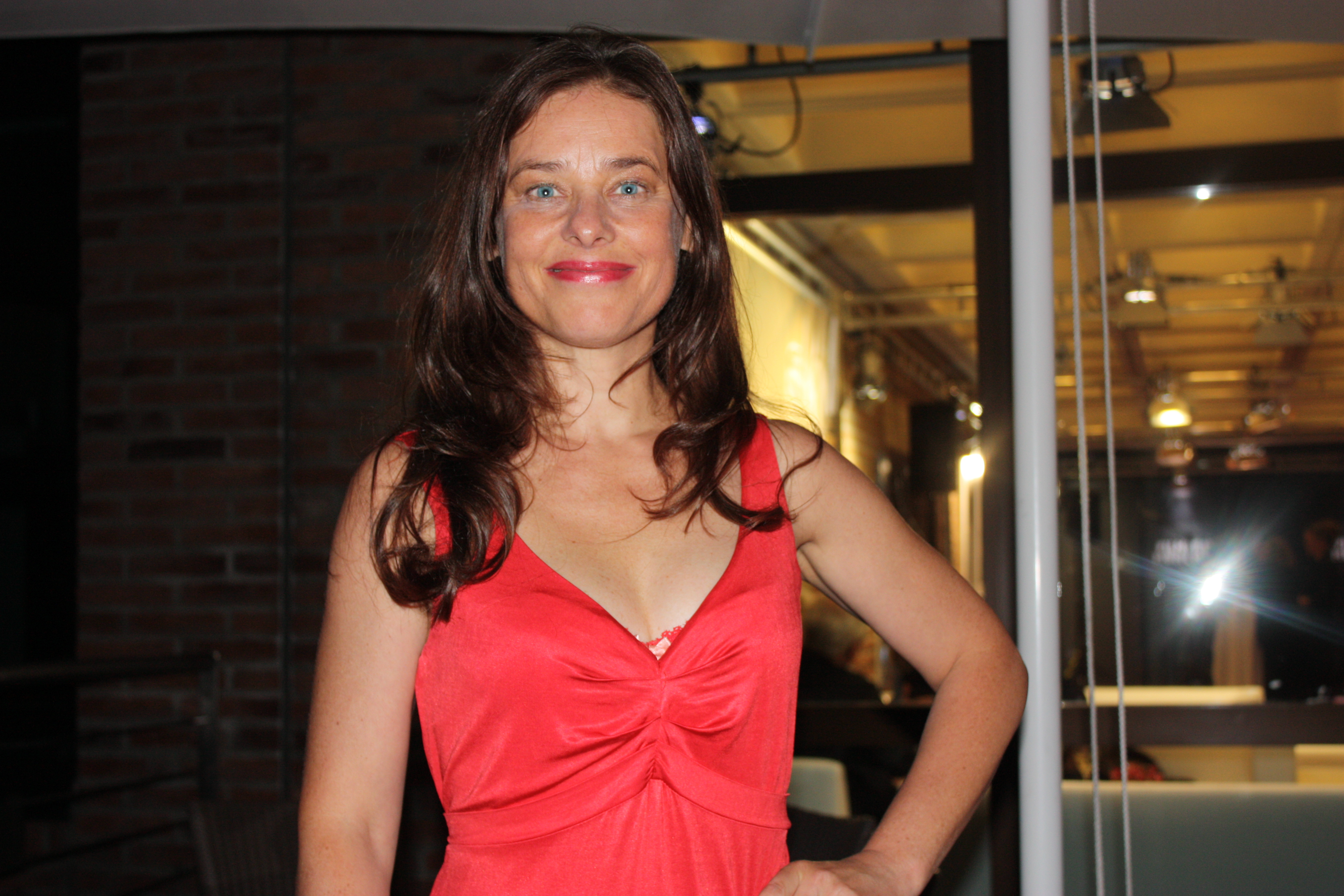
Verena Buratti in der Gästelounge beim Filmfest München 2012

Verena Buratti (* 12. April 1965 in Bozen) ist eine Südtiroler Schauspielerin, Synchronsprecherin und Moderatorin.

## Leben und Leistungen
Verena Buratti wurde in Bozen als jüngeres von zwei Kindern des Lehrers und späteren Bozner Vizebürgermeisters und Südtiroler Landtagsabgeordneten Erich Buratti und einer deutschen Mutter geboren und wuchs in Rentsch auf.
Für ihre Hauptrolle in Ainoa erhielt sie 2005 den Special Jury Price des Stodhary Film Festival Kiew. In dem mehrfach ausgezeichneten Film Bergblut spielte sie 2010 die Anna Hofer und war für das Casting der Südtiroler Schauspieler verantwortlich. Verena Buratti ist diplomierte Weinmanager-Sommelière und moderierte 2011 den Eröffnungsabend des 20. Meraner WineFestivals.

## Filmografie (Auswahl)
- 1997: Das Leben ist schön
- 2005: Ainoa
- 2008: Zwei Frauen
- 2008: Schlimmer gehts nimmer
- 2008: Normal is des ned
- 2008: Keine Ahnung ist tot
- 2009: Bergblut
- 2009: Rosannas Tochter
- 2010: Die Hüby Show (Web-Show)
- 2011: Um Himmels Willen
- 2011: Die Stille wird lauter
- 2012: Frei
- 2012: Eiszeit
- 2012: Eisland
- 2012: Das Traumzelt
- 2012: Scusa
- 2013: Das Märchen von der Prinzessin, die unbedingt in einem Märchen vorkommen wollte
- 2013: Ein Augenaufschlag
- 2014: Mobbers End
- 2014: zzZ
- 2016: Tatsache Mord – Auf der Spur des Verbrechens
- 2017: SOKO München – Nachtschicht
- 2018: Teufelskreis (Kurzfilm)
- 2018: Servus Baby: Himmel
- 2018: Manaslu – Der Berg der Seelen
- 2018: #Wannadie (Kurzfilm)
- 2019: The Raft
- 2020: Die Rosenheim-Cops: Der dritte Mann
- 2021: Viva Forever